# Nhà Abbas
Nhà Abbas (tiếng Ả Rập: الخلافة العباسية / ALA-LC: al-Khilāfah al-‘Abbāsīyyah) trong tiếng Việt còn được gọi là nước Đại Thực theo cách gọi của người Trung Quốc (大食) là triều đại Hồi giáo (khalifah) thứ ba của người Ả Rập. Nó được cai trị bởi các vị khalip của nhà Abbas, những người đã xây dựng kinh đô của họ ở Bagdad sau khi lật đổ chính quyền của nhà Omeyyad trên tất cả các vùng đất của người Ả Rập chỉ trừ có vùng Al-Andalus ở Tây Âu.
Vương quốc Hồi giáo Abbas được thành lập bởi các hậu duệ của Abbas ibn Abd al-Muttalib, người cậu trẻ tuổi nhất của nhà Tiên tri Hồi giáo Môhammet, ở Harran trong năm 750 và dời đô của họ đến Bagdad trong năm 762. Vương quốc này phát triển mạnh mẽ trong 150 năm, nhưng từ từ đi vào suy thoái và tan rã cùng với sự gia tăng quyền lực của các đội quân Thổ Nhĩ Kỳ (người Mamluk) và sự tách ra ly khai của Nhà Fatima. Mặc dù trên danh nghĩa, các khalip Nhà Abbas đã kiểm soát vùng đất Ba Tư suốt 150 năm, nhưng họ phải chịu để các tiểu vương địa phương ở đây nắm quyền kiểm soát thực tế. Vương quốc Hồi giáo cũng bị mất các tỉnh ở phía Tây và châu Âu như Al-Andalus, Maghreb và Ifriqiya vào tay các tiểu vương nhà Omeyyad, Aghlab và Fatima.
Quyền cai trị của nhà Abbas đã bị chấm dứt trong một thời gian ngắn khoảng ba năm kể từ năm 1258, khi Húc Liệt Ngột - một hãn người Mông Cổ công chiếm thành Bagdad, và được nối lại khi người Mamluk chiếm Ai Cập năm 1261. Một người trong dòng họ Abbas được người Mamluk đưa lên ngôi để tiếp tục quản lý các vấn đề về tôn giáo, nhưng từ nay nhà Abbas không còn thực quyền về chính trị. Đến năm 1517, đến lượt quyền lực tôn giáo của nhà Abbas bị vua của Đế quốc Ottoman tước mất, và thủ đô của Đế quốc được chuyển đến thành phố Constantinopolis (tức Istanbul ngày nay), đánh dấu sự kết thúc hoàn toàn vai trò của nhà Abbas.

## Lịch sử
Các khalip nhà Abbas là hậu duệ của Abbas ibn Abd al-Muttalib (566-662), một người chú ít tuổi nhất của Mohammed, do đó họ tự coi mình là người thừa kế thực sự của Mohammed trái ngược với nhà Omeyyad. Các vị vua Hồi giáo nhà Omeyyad là hậu duệ của Umayya và là một gia tộc riêng biệt trong bộ lạc Quraish của Mohammed. Họ đã giành được sự ủng hộ của người Shiite để đối đầu với triều đình Omeyyad bằng cách tạm thời chuyển sang Hồi giáo Shia và cùng nhau chiến đấu chống lại sự trị vì của nhà Omeyyad.
Các thành viên nhà Abbas tạo sự khác biệt giữa chính họ với nhà Omeyyad bằng cách tấn công vào đạo đức của họ và cách quản lý hành chính nói chung của nhà Omeyyad. Theo sử gia Ira Lapidus, "Các cuộc nổi dậy của nhà Abbas đã được hỗ trợ phần lớn bởi người Ả Rập, chủ yếu là những người định cư ở Marw bị gây thiệt hại bởi các chính sách của nhà Omeyyad cùng với sự hỗ trợ từ người Yemen và người Mawali, những người theo đạo Hồi nhưng không phải là người Ả Rập". Nhà Abbas cũng đặc biệt kêu gọi sự tham gia của người Hồi giáo phi Ả Rập được gọi là mawali, những người vẫn phải ở bên ngoài lề xã hội bởi mối quan hệ họ hàng của người Ả Rập và được xem là có một thứ hạng thấp hơn trong đế quốc Omeyyad. Mohammed ibn ‘Ali, một người cháu trai lớn của Abbas, đã bắt đầu vận động cho sự trở lại cầm quyền của gia đình Mohammed, nhà Hashimit tại Ba Tư trong triều đại của Umar II.
Trong suốt thời trị vì của vua Marwan II, sự chống đối của nhà Abbas đã lên đến đỉnh điểm trong cuộc nổi loạn của Ibrahim, vị Imam thứ tư có nguồn gốc từ Abbas. Với sự hỗ trợ từ tỉnh Khorasan của Iran, ông này đã đạt được những thành công đáng kể, nhưng cuối cùng vẫn thất bại và đã bị bắt giữ vào năm 747 và chết trong tù, một số người cho rằng ông đã bị ám sát một cách bí mật. Ibrahim lại được thay thế bởi Abdallah, anh/em trai của ông, người được biết đến với cái tên Abu al-’Abbas as Saffah, ông này cũng là người đã đánh bại nhà Omeyyad vào năm 750 trong Trận Zab ở gần Đại Zab và sau đó đã tuyên bố trở thành quốc vương Hồi giáo.
Ngay sau chiến thắng của mình Abu al-’Abbas as-Saffah đã gửi quân đến Bắc Phi và Trung Á, nơi mà lực lượng của ông đã phải chiến đấu chống lại sự mở rộng của nhà Đường trong Trận chiến Talas (người Abbas được biết đến với đối thủ của họ như là: "Hắc y Đại Thực" (黑衣大食: hēiyī Dàshí), Đại Thực hay Tazi là một từ vay mượn từ tiếng Ba Tư để chỉ người Ả Rập. Barmak (một người gốc Ba Tư và có tên Batư là Barmakīyān), người đã có tầm quan trọng trong việc xây dựng thủ đô Bagdad, cũng là người đầu tiên trên thế giới được ghi nhận làm giấy ở Bagdad, lúc này cũng bắt đầu một kỷ nguyên mới của sự hồi sinh việc sở hữu trí tuệ trong vùng cai trị của nhà Abbas. Trong thời gian 10 năm, nhà Abbas đã cho xây dựng một nhà máy giấy nổi tiếng ở thành phố Córdoba, thủ đô của nhà Omeyyad tại Tây Ban Nha.

## Sức mạnh
Sự thay đổi đầu tiên mà nhà Abbas làm là cho di chuyển thủ đô của đế quốc từ Damas, Syria đến Bagdad ở Iraq. Việc này dường như là để vừa xoa dịu cũng như để trở nên gần gũi hơn với người mawali Ba Tư (người phi Ả rập) trong khu vực này và một phần mong muốn của người mawali Ba Tư là có ít đi sự thống trị của người Ả Rập trong đế quốc. Thành phố Bagdad được tạo lập trên sông Tigris trong năm 762. Một vị trí mới, tể tướng (vizier), cũng được lập nên để đại diện cho chính quyền trung ương và còn quyền lực lớn hơn được giao cho các tiểu vương ở địa phương. Cuối cùng thì điều này có nghĩa rằng là vị trí của nhiều khalip nhà Abbas bị tụt xuống chỉ còn ở một vai trò nghi lễ hơn so với thời của nhà Omeyyad, và các tể tướng bắt đầu gây ảnh hưởng lớn hơn và vai trò của tầng lớp quý tộc Ả Rập cũ đã dần dần bị thay thế bằng một bộ máy quan liêu người Ba Tư.
Nhà Abbas đã phụ thuộc rất nhiều vào sự hỗ trợ của người Ba Tư trong khi họ tìm cách lật đổ nhà Omeyyad. Al-Mansur, người kế vị Abu al-’Abbas đã dời đô từ Damas đến Bagdad, thành phố mới và hoan nghênh việc những người Hồi giáo Ả Rập không tới triều đình của họ. Trong khi sự kiện này đã giúp cho việc tích hợp các nền văn hóa Ả Rập và Ba Tư, thì nó cũng làm cho nhà Abbas bị xa lánh bởi nhiều người Ả Rập ủng hộ họ, đặc biệt là người Ả Rập ở Khorasan, những người đã hỗ trợ họ trong các trận chiến của họ chống lại nhà Omeyyad.
Những vết rạn nứt với những người đã hỗ trợ họ đã tạo ra những vấn đề ngay tức thì. Nhà Omeyyad thì lại không như vậy, trong khi bị đẩy ra khỏi quyền lực họ đã không bị tiêu diệt hoàn toàn. Thành viên duy nhất còn sống của gia đình hoàng gia Omeyyad cuối cùng đã đến được Tây Ban Nha, nơi ông tự lập cho mình thành một Tiểu vương Ả rập độc lập (Abd ar-Rahman I năm 756). Năm 929, Abd ar-Rahman III tiếm xưng chức Khalip, và thành lập vương quốc Al-Andalus từ Córdoba như là một đối thủ với Bagdad, vốn là thủ đô hợp pháp của Đế quốc Hồi giáo.
Năm 756, Khlip nhà Abbas, Al-Mansur gửi hơn 4.000 lính đánh thuê Ả Rập để hộ trợ nhà Đường Trung Quốc trong Loạn An Sử. Sau chiến tranh, họ vẫn ở lại Trung Quốc. Khalip Harun al-Rashid đã thiết lập một liên minh với Trung Quốc. Việc một số sứ giả được Khalip nhà Abbas gửi đến triều đình Trung Quốc được ghi trong sử sách nhà Đường, quan trọng nhất trong số này là những người (A-bo-lo-ba) Abul Abbas, người sáng lập ra triều đại mới, đó là (A-p'u-ch'a-cho) Abu Jafar, nhà xây dựng thành Bagdad, trong đó có hơn phải nói ngay lập tức, và rằng (A-lun) Harun al-Rashid, nổi tiếng, có lẽ, thông qua các tác phẩm phổ biến ngày nay, Nghìn lẽ một đêm. Những người Abbas hoặc "Hắc kỳ", như họ đã thường được gọi, vốn được biết đến trong sử sách nhà Đường là Hắc y Đại thực, có nghĩa là "Những người Ả Rập mặc áo choàng đen". Al-Rashid phái sứ giả đến nhà Đường Trung Quốc và thiết lập một mối quan hệ tốt với họ.

## Chính quyền Trung ương suy yếu

### Nguyên nhân
- Xung đột với người Shia

Nhà Abbas cũng có mâu thuẫn với người Hồi giáo Shia, đa số họ đã hỗ trợ cuộc chiến của nhà Abbas chống lại nhà Omeyyad, kể từ khi người dòng Abbas và người Shia tuyên bố về tính hợp pháp của kết nối gia đình của họ với Mohammed. Sau khi nắm chính quyền, nhà Abbas lại quay ra giữ tín ngưỡng Hồi giáo và chối bỏ bất kỳ sự hỗ trợ cho niềm tin Shi’a. Sự kiện này đã dẫn đến nhiều cuộc xung đột, đỉnh điểm là một cuộc nổi dậy tại Mecca năm 786, tiếp theo là những cuộc tàn sát và đổ máu làm cho nhiều người Shi’a phải lãnh nạn đến Maghreb, nơi mà những người sống sót đã thành lập vương quốc Idris. Nhà Abbas cũng đã cho hành hình những hậu duệ trực tiếp của nhà tiên tri Mohammed, những người là lãnh tụ Hồi giáo dòng Shia, trong đó bao gồm Imam Jafar Sadiq và các quý tộc đáng tôn trọng khác. Ngay sau đó, người Berber ở Kharijit đã thành lập một nhà nước độc lập ở Bắc Phi trong năm 801. Trong vòng 50 năm các vương quốc Idris ở Maghreb và Aghlab ở Ifriqiya và một chút sau đó, Tulun và Ikshid ở Misr đều tuyên bố độc lập ở Bắc Phi.
- Xung đột với các tướng lĩnh

Chính quyền nhà Abbas bắt đầu suy yều đi dưới thời trị vì của Khalip al-Radi khi những vị tướng người Thổ Nhĩ Kỳ của họ, những người de facto độc lập, nằm ngoài tầm kiểm soát của triều đình, ngừng cống nộp cho Khalip. Thậm chí các tỉnh gần thủ đô Bagdad cũng đã bắt đầu thành lập một tiểu triều đình địa phương.
Ngoài ra, nhà Abbas thường xuyên có mặt tại các cuộc xung đột với nhà Omeyyad ở Tây Ban Nha.

### Chính quyền Trung ương bị mất quyền lực
Ngay vào năm 820, người Saman đã bắt đầu quá trình đòi quyền độc lập cho xứ Transoxiana và vùng Đại Khorasan, cũng như người Shia Hamdan ở miền Bắc Syria, và các triều đại Tahir và Saffar ở Iran. Đến thế kỷ thứ X, nhà Abbas đã gần như đánh mất quyền kiểm soát Iraq vào tay các tiểu vương khác nhau, và vị khalip al-Radi đã buộc phải thừa nhận quyền lực của họ bằng cách tạo ra các vị trí "Tiểu vương của tiểu vương" (Amir al-umara). Ngay sau đó, một phe phái Ba Tư được gọi là Buwayh đến từ Daylam đã chiếm lấy việc kiểm soát quyền lực và hệ thống hành chính quan liêu ở Bagdad. Theo nhà chép sử Miskawayh người Ba Tư, họ bắt đầu phân phối các iqtas (các thái ấp theo hình thức trang trại nộp thuế) cho những người ủng hộ họ.
Bên ngoài Iraq, tất cả các tỉnh tự trị trên thực tế đã từ từ trở thành các tiểu quốc và nhà cầm quyền có quyền cha truyền con nối, có quân đội riêng và các khoản thu riêng và quyền bá chủ của Khalip chỉ là trên danh nghĩa, và dường như họ không nhất thiết phải có nghĩa vụ trả bất kỳ khoản triều cống nào vào ngân sách của chính quyền Trung ương, chẳng hạn như Tiểu vương Soomro đã kiểm soát vùng Sindh và cai trị toàn tỉnh từ thủ đô của họ ở Mansura. Mahmud của Ghazni tự xưng là Sultan chứ không phải là danh hiệu tiểu vương vốn được sử dụng phổ biến và việc này đã đánh dấu sự ra đời của Đế quốc Ghaznav độc lập khỏi nhà Abbas, bất chấp việc Mahmud đã phô trương nghi lễ chính thống Sunni trước Khalip này. Trong thế kỷ XI, sự mất tôn trọng vào quyền lực của Khalip vẫn được tiếp tục, như việc một số nhà cai trị Hồi giáo không còn đề cập đến tên của Khalip trong ngày lễ khutba hôm thứ sáu hoặc họ đã cho đúc đồng tiền riêng của họ.
Thậm chí chính quyền của nhà Ismaili Fatima đang cai trị Cairo còn tiếm xưng chức Khalip, tranh giành với nhà Abbas ngay cả danh nghĩa và quyền năng của chức vị Ummah Hồi giáo. Họ có một số sự hỗ trợ trong những phần người Shia ở Bagdad (chẳng hạn như quận Karkh), bất chấp Bagdad là thành phố lớn gắn liền với quốc vương Hồi giáo, ngay cả trong Triều đại Buwayh và Seljuk. Nhà Fatima sử dụng cờ hiệu màu trắng để đối lập với màu đen của nhà Abbas và những thách thức của nhà Fatima chỉ kết thúc với sự sụp đổ của họ trong thế kỷ XII.

### Sự kiểm soát quân sự của nhà Buwayh và Seljuk
Bất chấp sức mạnh của các tiểu vương nhà Buwayh, nhà Abbas vẫn giữ được một cung đình ở Bagdad với các nghi thức rất long trọng như theo các mô tả của Hilal al-Sabi ‘, một quan chức của tiểu vương Buwayh, và họ đã giữ lại được một ảnh hưởng nhất định đối với Bagdad cũng như trong đời sống tôn giáo. Khi nhà Buwayh bị suy yếu quyền lực sau cái chết của Al Baha ‘-Daula, quốc vương Hồi giáo đã có thể lấy lại được một phần sức mạnh của mình. Ví dụ như vị khalip al-Qadir đã dẫn đầu cuộc đấu tranh ý thức hệ chống lại người Shia với tác phẩm Tuyên ngôn Bagdad. Các vị khalip có tầm quan trọng trong việc giữ bình yên ở chính Bagdad và cố gắng để ngăn chặn sự bùng phát nội chiến ở thủ đô.
Với việc nhà Buwayh trở nên suy yếu dần, vùng chân không được tạo cuối cùng đã được lấp đầy bởi các triều đại của người Oghuz Turk còn được gọi là người Seljuk. Khi vị tiểu vương kiêm cựu nô lệ Basasiri dẫn đầu đội quân của triều đình Fatimid dòng Shia tiến về Bagdad năm 1058, vị khalip al-Qa’im thấy rằng không thể đánh bại ông ta mà không có sự giúp đỡ bên ngoài. Toghril Beg-vị sultan người Saljuq đã phục hồi được Bagdad dưới quyền cai trị của người Sunni và chiếm Iraq cho triều đại của ông ta. Một lần nữa, nhà Abbasids lại bị buộc phải đối phó với một sức mạnh quân sự mà họ không thể đủ tầm để kháng cự mặc dù các vị khalip nhà Abbas vẫn về danh nghĩa là người đứng đầu của cộng đồng Hồi giáo. Các nhà vua kế tiếp Alp Arslan và Malikshah, cũng như tể tướng của họ là Nizam al-Mulk đã sống ở Ba Tư, nhưng vẫn nắm quyền lực qua nhà Abbas ở Baghdad. Khi triều đại này bắt đầu suy yếu trong thế kỷ XII, nhà Abbas lại một lần nữa giành được nhiều độc lập hơn nữa.

## Lãnh thổ
Các khalip nhà Omeyyad (661 - 750) đóng đô ở Damascus (Syria) và đã bành trướng lãnh thổ từ Trung Á đến Ấn Độ, Tây Ban Nha. Vào thế kỷ VIII, dòng quý tộc Ả Rập Abbas (có nguồn gốc từ người chú của nhà tiên tri đạo Hồi Muhammad) nổi dậy, đánh bại nhà Omeyyad và giành được quyền trị vì ở Tây và Trung Á, đóng đô ở Bagdad (Iraq). Triều đại Omeyyad sau đó chỉ còn giữ được Tây Ban Nha và Bắc Phi.

## Văn hóa
Thế giới Hồi giáo Ả Rập dưới thời nhà Abbas vẫn tiếp tục giữ vai trò giao lưu văn hóa Đông - Tây và góp phần lớn vào kho tàng văn hóa nhân loại: Kiến trúc và trang trí độc đáo, dệt thảm, văn chương và y học,... Vị khalip nổi tiếng nhất của triều đại Abbas là Harun Al-Rashid (786 - 809). Ông này thường xuất hiện trong bộ truyện đương thời Nghìn lẻ một đêm.

## Thời hậu kỳ
Năm 1055, vua Đại Seljuk là Toghrul Bey tiến về Bagdad, và được khalip nhà Abbas đón tiếp. Tuy nhiên, nhưng Toghrul và con cháu chỉ lấy danh hiệu sultan và vẫn tôn các vua Abbas làm khalip. Dù vậy, trên thực tế, nhà Abbas không còn tồn tại.
Năm 1258 đế quốc Mông Cổ dưới quyền của Húc Liệt Ngột Khả Hãn tấn công Bagdad và xử tử khalip Al-Mustasim của nhà Abbas. Tuy nhiên, bước tiến của quân Mông Cổ bị sultan Ai Cập chặn đứng trên đất Palestine (trận Ain Jalut). Năm sau, sultan Ai Cập cho rước một hậu duệ của nhà Abbas về tôn làm khalip ở Cairo. Trong thời gian này, các vị khalip chỉ giữ vai trò về dẫn đầu nghi lễ và một vài vấn đề tôn giáo. Triều đại Abbas ở Cairo sụp đổ năm 1517 sau khi khalip Al-Mutawakkil III bị sultan của đế quốc Ottoman là Selim I bắt phải nhường chức khalip.